# Kyllinga aureovillosa
Kyllinga aureovillosa är en halvgräsart som beskrevs av Kaare Arnstein Lye. Kyllinga aureovillosa ingår i släktet Kyllinga och familjen halvgräs. Inga underarter finns listade i Catalogue of Life.